# Fotboll
Fotboll är en lagsport mellan två lag som strävar efter att skjuta in en boll i motståndarnas målbur. Kontakt mellan hand och boll är normalt inte tillåten. Undantaget är målvakten, vars uppgift är att skydda målet och som får använda händerna inom straffområdet. Den vanligaste formen av fotboll spelas med elvamannalag, det vill säga en målvakt och tio utespelare i vardera laget. 
Matcherna spelas normalt i två halvlekar på 45 minuter vardera med en halvtidspaus runt 15 minuter. Det lag som gjort flest mål då matchen är slut har vunnit. Om lagen har gjort samma antal mål när matchen är över blir resultatet oavgjort. I vissa turneringar, till exempel utslagningsturneringar, tillåts inte oavgjorda resultat och för att få ett avgörande tillgrips förlängning, straffsparksläggning eller omspel.
Fotboll benämns ofta som världens mest populära sport. Enligt internationella fotbollsförbundet Fifa spelar drygt 240 miljoner människor i 200 länder fotboll regelbundet. Fotbolls-VM som arrangeras vart fjärde år är det mest beskådade sportevenemanget i världen. VM-finalen 2006 beräknas ha setts av 715 miljoner människor världen över.

## Historia

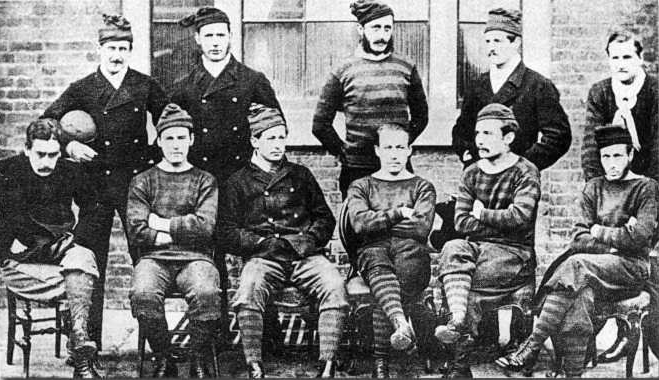
Royal Engineers AFC, 1872. Samma år de förlorade i den första FA-cup finalen.

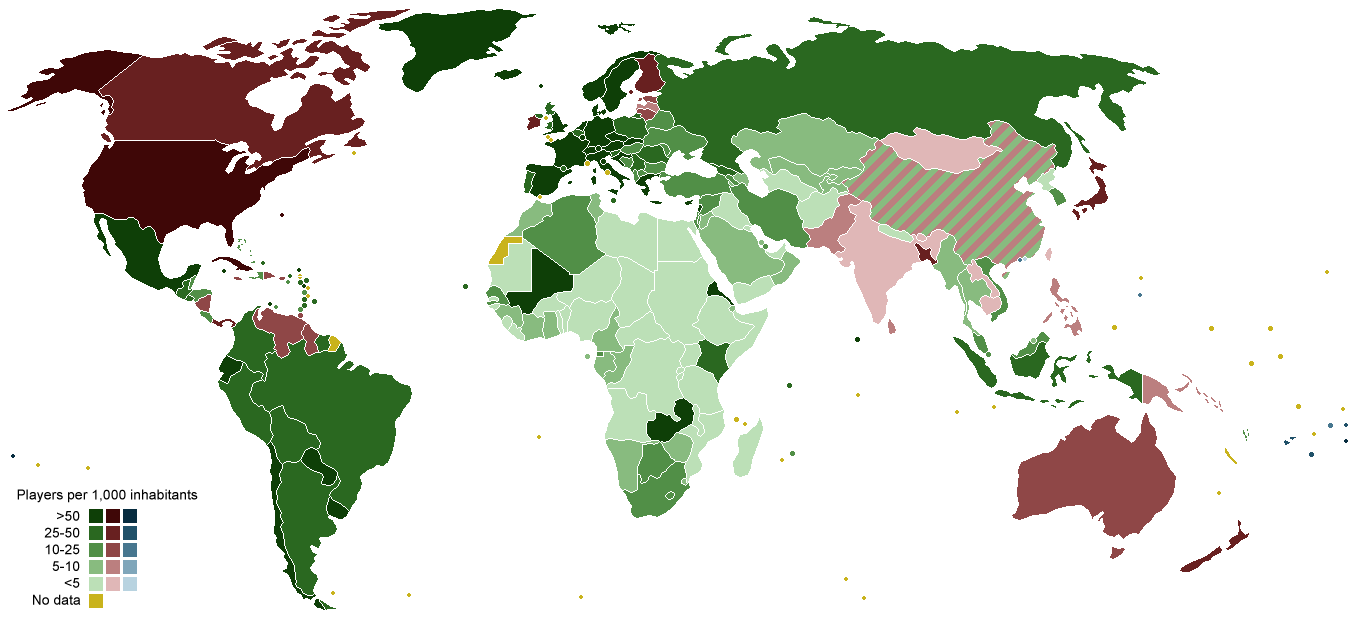
Bilden visar fotbollens popularitet i världen. Grönt visar de länder där fotbollen är landets populäraste sport medan rött visar de länder där fotboll inte är det. De olika nyanserna avser antal licenserade spelare per 1 000 invånare.

Ingen vet var fotbollen ursprungligen kommer ifrån. Den äldsta dokumenterade formen av fotboll är det kinesiska bollspelet cuju (蹴鞠, pinyin: cùjú). Det tidigaste omnämnandet av detta spel kommer från de stridande staternas tid (400-talet f.Kr. till 221 f.Kr.). I cuju-matcher tävlade, liksom i modern fotboll, två lag mot varandra och hade två mål (nät uppspända mellan bambustänger). Bollen var tillverkad av läder och fylld med fjädrar eller liknande. Cuju användes ursprungligen som en träningsaktivitet för soldater, men under Handynastin (206 f.Kr. till 220 e.Kr.) började spelet även vinna popularitet bland de högre samhällsklasserna och standardiserade regler infördes.
Att kung Filip den långe utfärdade ett förbud mot fotboll visar att spelet förekom även i Frankrike, under 1300-talet. Även i Italien, speciellt i Florens, har fotboll spelats länge. Under 1400-talet utövades spelet på en plan med ungefär samma mått som används idag. Spelarna var indelade i två lag och spelet gick ut på att få bollen över motståndarens kortlinje; mål förekom ej.
I England, liksom i Frankrike, är det ett förbud som visar att fotboll förekommit under 1300-talet. I det här fallet var det Edvard III som utfärdade förbudet med motiveringen att allmänheten istället skulle ägna sig åt bågskytte. Fotbollen blev då istället ett gatunöje med dåligt anseende, eftersom den ofta ledde till gatuslagsmål.
I början av 1800-talet hade spelet etablerat sig och börjat tas upp av brittiska internatskolor. Under den här tiden var fotbollen en blandning av "vanlig" fotboll och rugbyfotboll. Fotbollen växte sig allt större och blev mer och mer populär. 1863 bildades Englands fotbollsförbund Football Association. Redan 1871 bröt sig en grupp ur organisationen och bildade Rugby union. En benämning för fotboll i England är därför association football efter fotbollsförbundet. Även på svenska har översättningen associationsfotboll använts som benämning. I vissa engelskspråkiga länder, främst där olika inhemska rugbyliknande varianter av fotboll, inklusive den amerikanska fotbollen i USA, är populära, används den förkortade formen soccer.
När brytningen mellan de olika organisationerna genomförts startades den engelska FA-cupen och sedan dess har spelen rullat på. Den 30 november 1872 spelades den första landskampen, mellan Skottland och England, i Partick, Glasgow, Skottland. Resultatet blev 0–0. 1872 spelades även den första FA-cupfinalen mellan Wanderers FC och Royal Engineers, som Wanderers vann med 1–0.

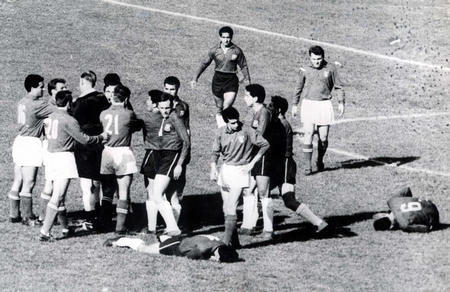
Fotbolls-VM 1962 i Chile.

I slutet av 1800-talet spreds spelet jorden runt. Den första landskampen utanför Brittiska öarna spelades den 28 november 1885 i Newark, New Jersey, USA mellan USA och Kanada, och Kanada vann med 1–0. Den första landskampen på den sydamerikanska kontinenten spelades 1901 i Uruguay mellan Uruguay och Argentina, medan den första landskampen på den europeiska kontinenten spelades 1902 i Wien mellan Österrike och Ungern, som hade egna landslag fastän de båda ingick i staten Österrike-Ungern tills det delades upp 1918 (liknande de fyra landslagen som finns inom Storbritannien än idag).
I likhet med många andra tävlingsinriktade lagsporter kom fotbollen i slutet av 1800-talet och början av 1900-talet att utvecklas mot bakgrund av en rädsla mot att män höll på att bli "för mjuka". Genom att spela fotboll - som ansågs kräva fysisk styrka och kraft - kunde män socialt hävda sin maskulinitet och heterosexualitet. Den "hypermaskulina" kultur som skapades inom fotbollen kom att bestå långt in på 1900-talet, åtminstone fram till 1990-talet. Synen på maskulinitet i fotbollen kan delvis förklara varför fotbollen länge strävade efter att vara en exklusivt manlig aktivitet.
Fotbollens regler har genomgått flera förändringar. I de första reglerna fanns till exempel ingen målvakt, laget belönades om någon tog lyra vid frispark, frispark dömdes bara om bollen gick utanför sidlinjen och offside dömdes om någon spelare var framför bollen. Även taktiken var annorlunda och passningar användes till exempel bara som nödlösning, men på 1870-talet började lag med passningsspel och kombinationsspel bli framgångsrika, med till exempel Royal Engineers AFC som van FA-cupen.
1885 legaliserades proffsfotbollen i England och säsongen 1888/1889 startades engelska ligan. 1904 bildades världsförbundet Fifa och sedan Uruguays seger i OS 1924 har fotbollen blivit världens mest betydelsefulla sport.
1930 spelades VM i fotboll för första gången, värdnationen Uruguay stod som segrare.
1954 bildades Uefa och två år senare, 1956 spelades Europacupen för första gången. Real Madrid vann finalen mot Stade de Reims med 4-3 och stod därmed som första segrare. Turneringen spelades som Uefa Champions League första gången 1993. Olympique Marseille besegrade AC Milan med 1-0 i finalen.
Under 1900-talet utvecklades fotbollen till att bli en världsomfattande idrott. Fotboll spelas numera på professionell nivå över hela världen. Miljontals människor går regelbundet till fotbollsarenor för att följa sina favoritlag, medan miljarder följer matcher via medier som TV och internet. Ett mycket stort antal människor spelar även fotboll aktivt. Enligt en undersökning genomförd av Fifa som publicerades 2001, så spelas fotboll regelbundet av över 240 miljoner människor från mer än 200 länder. Fotboll är den idrott som har den största TV-publiken i världen. En viktig aktör i dagens fotboll är fotbollsagenter.

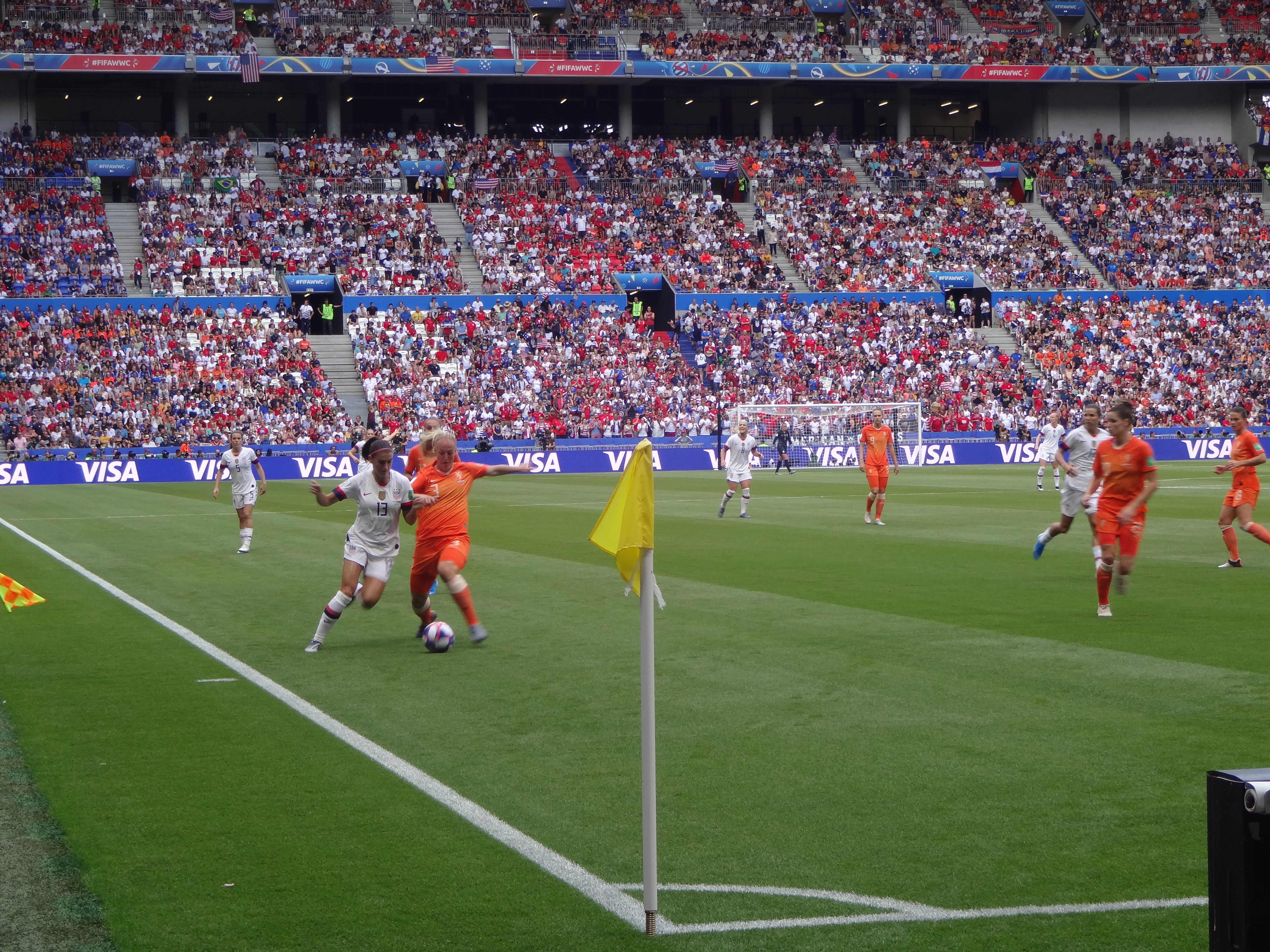
Damernas VM-final I fotboll 2019.

Under senare delen av 1900-talet blev det även populärt för kvinnor att spela fotboll. Det första officiella världsmästerskapet för damer hölls 1991. Under 2000-talet har damfotboll fått ett stort genombrott på åskådarsidan och stora matcher som landskamper samt EM och VM matcher ses numera av tiotusentals personer.

## Regler
På organiserad nivå har man satt upp spelregler.. De flesta länders fotbollsförbund är medlemmar av internationella fotbollsförbundet, Fifa, och baserar sina regler på Fifas. Reglerna är därmed lika världen över men kan också skilja något, till exempel hur många gånger man skall få gult kort och rött kort innan man visas ut efter regelbrott. För att spelarna inte skall missförstå varandra vid internationella matcher används de av Fifa fastställda reglerna vid dessa tillfällen.
Reglerna föreskriver att en normal match spelas i 2 halvlekar på 45 minuter vardera och halvtidspaus om maximalt 15 minuter. Det lag som gjort flest mål då matchen är slut har vunnit. Om lagen har gjort lika många mål när matchen är över blir resultatet oavgjort. I vissa turneringar, till exempel utslagningsturneringar, tillåts inte oavgjorda resultat och för att få ett avgörande spelas en förlängning på 2 gånger 15 minuter omedelbart efter ordinarie matchtid. Om resultatet fortfarande är oavgjort efter förlängningen, kan straffsparksläggning eller omspel tillgripas.

### Regler för planen

Planen i fotboll.

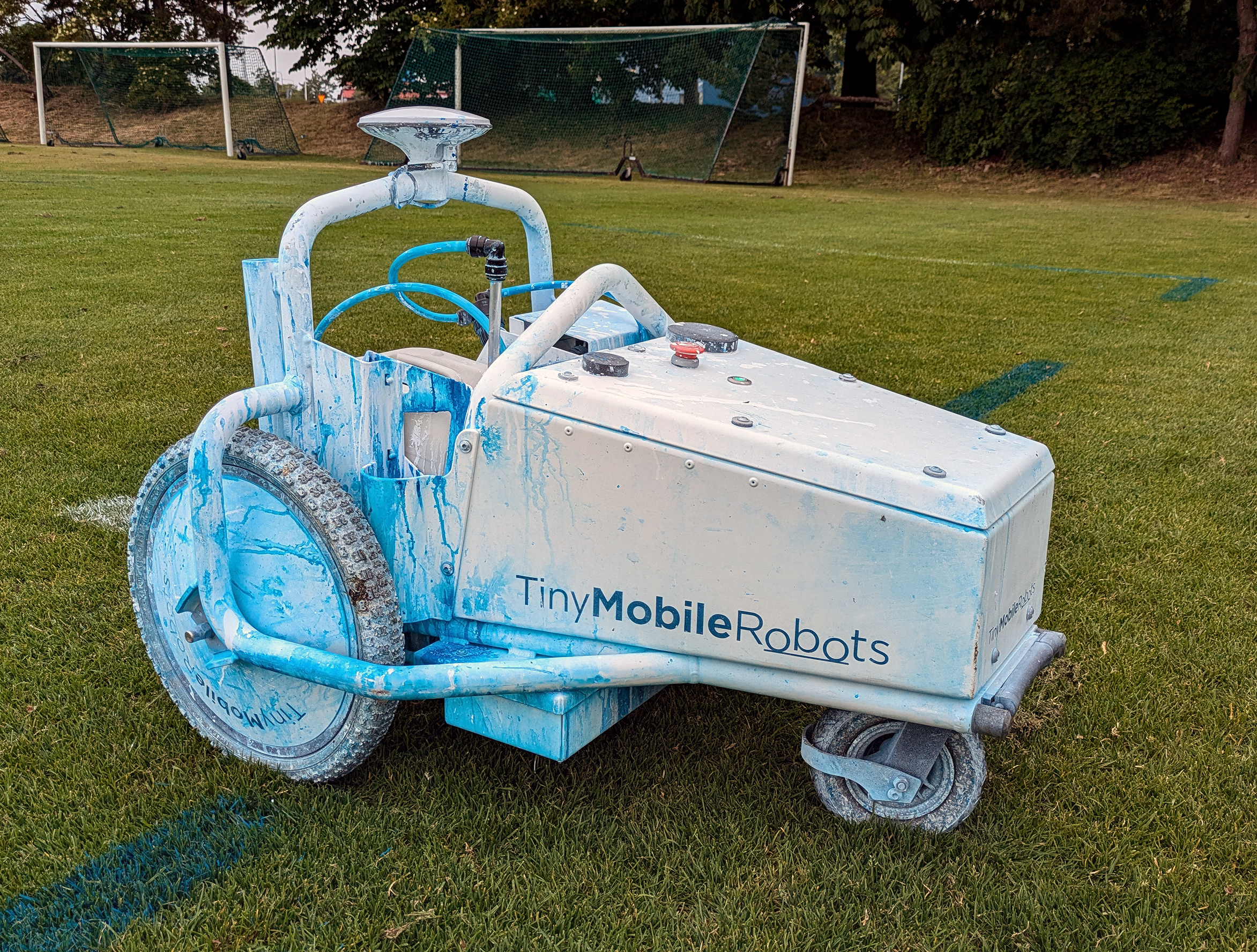
Förr kritades linjerna för hand med en enkel kritmaskin, numer används en programmerbar robot som på egen hand ritar alla linjer med sprutfärg.

En fotbollsplan är rektangelformad och uppdelad i två planhalvor, den är 45-90 meter bred och 90-120 meter lång, underlaget ska vara gräs, konstgräs eller grus. Spelplanens standardiserade mått för internationella matcher är 64-75 meter bred och 100-110 meter lång. På planen finns även en mittlinje, en mittcirkel, två straffområden och två målområden utritade. Straffområdet är den viktigaste indelningen, här får målvakten ta bollen med händerna, och skulle det försvarande laget begå ett regelbrott som utanför straffområdet skulle resultera i en direkt frispark, resulterar samma regelbrott inom egna straffområdet i straffspark till motståndarlaget. Motståndarlaget får inte befinna sig i cirkelbågen kring straffområdet vid straffspark. 
Vid avspark från mittcirkeln måste vardera laget befinna sig på sin planhalva och för att ge avsparkande lag utrymme får ingen spelare från motståndarlaget befinna sig inom mittcirkeln vid avspark.
Målområdet markerar var målvakten får lägga bollen vid inspark. Ingen spelare förutom den som gör inspark samt målvakten får befinna sig inom straffområdet vid inspark.

### Regler under match
Om bollen kommer utanför planens sidlinjer döms inkast. Vid kortsidorna blir det antingen hörna eller inspark beroende på om det var det anfallande eller försvarande laget som slog ut bollen.
Regelbrott: Domaren kan stoppa spelet vid regelbrott och ge frispark till det lag som utsatts av regelbrottet. Domaren kan även välja att ge fördel av boll om det berörda laget har kvar bollen inom laget vilket betyder att spelet fortsätter utan avblåsning. Vid allvarligare förseelser kan domaren dessutom varna spelaren och det görs genom att domaren visar ett gult kort till spelaren. En varning innebär att spelaren blir utvisad vid nästa allvarliga förseelse. Får en spelare sin andra varning under samma match så visar domaren först upp det gula kortet (varning) och därefter det röda kortet vilket innebär att spelaren blir utvisad för resterande delen av matchen, så kallad lindrig utvisning. Vid grova regelbrott kan domaren ge rött kort direkt, så kallad grov utvisning. En utvisning resulterar normalt dessutom till avstängning, det vill säga att den utvisade spelaren inte får delta i någon eller några kommande matcher, oftast en match avstängning vid en lindrig utvisning och tre eller fler vid grov. Vid utdelning av rött kort så innebär det att laget måste fortsätta matchen med en spelare mindre på plan.
Vid lindrigare regelbrott såsom otillåten kamp, omedvetet berör bollen med händerna (hands) eller vid offside, döms normalt enbart frispark till det andra laget.

Gult kort (varning).
Rött kort (utvisning).
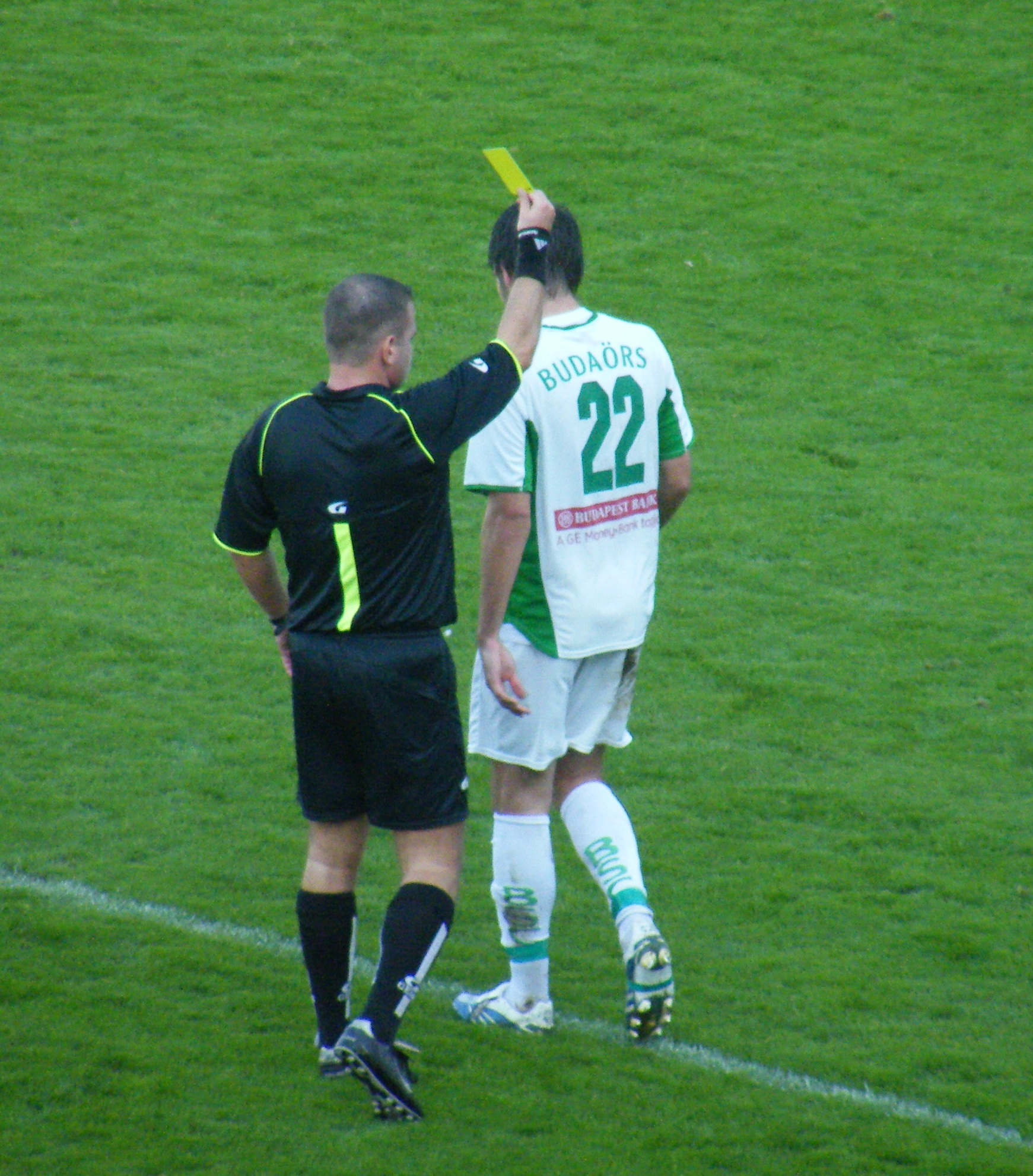
En spelare tilldelas ett gult kort av domaren.
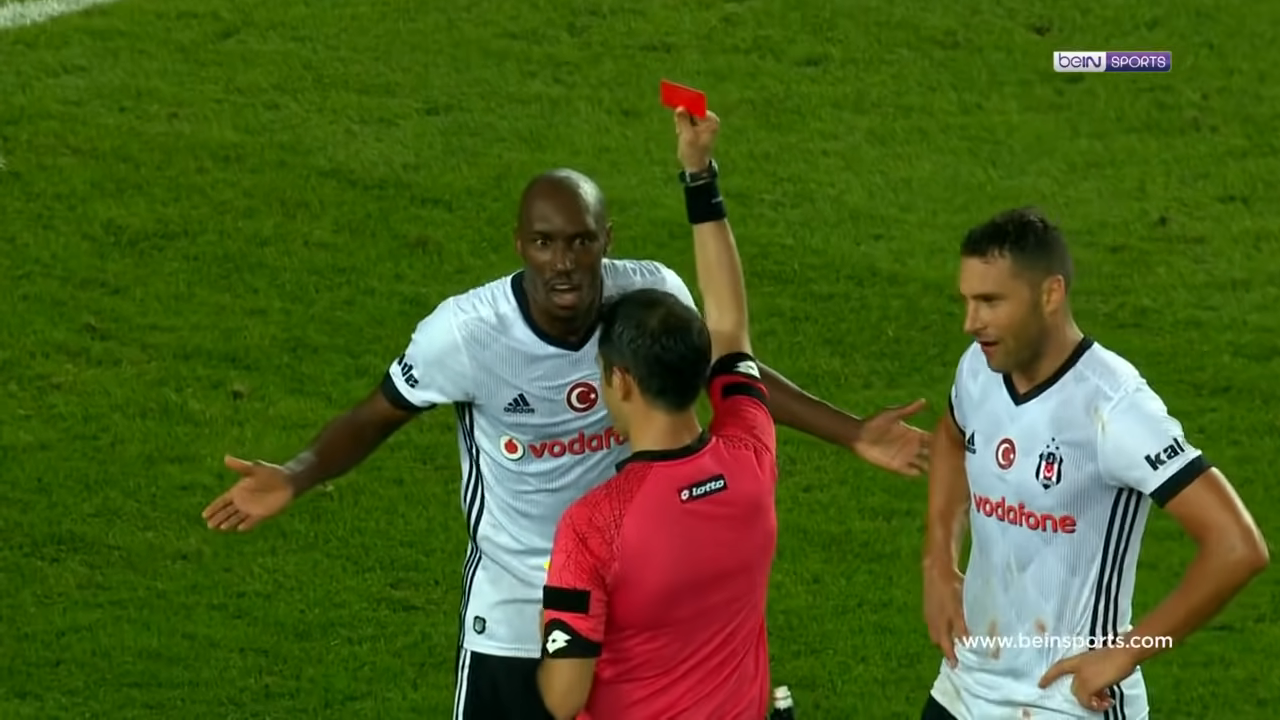
Domaren håller upp det röda kortet.

Varning (Gult kort): En spelare ska varnas och visas det gula kortet om denne begår någon av följande sju förseelser:
- olämpligt uppträdande, till exempel, dra av sig sin egen tröja
- avvikande mening med ord eller handling
- upprepade regelbrott
- fördröjande av spelets återupptagande
- underlåtenhet att inta korrekt avstånd när spelet återupptas med hörnspark, frispark eller inkast
- inträde eller återinträde på spelplanen utan domarens tillstånd
- avsiktligt lämna spelplanen utan domarens tillstånd

Utvisning (Rött kort): En spelare, ersättare eller ersatt spelare ska utvisas om denne begår någon av följande sju förseelser:
- Allvarligt otillåtet spel.
- Våldsamt eller obehärskat uppträdande.
- Spotta på en motspelare eller någon annan person.
- Förhindra ett mål eller en klar målchans för motståndarlaget genom att avsiktligt beröra bollen med händerna (gäller ej målvakten inom hennes eller hans eget straffområde).
- Förhindra en klar målchans för en motspelare som rör sig mot spelarens mål genom en förseelse som bestraffas med frispark eller straffspark.
- Använda stötande, förolämpande eller smädligt språk och/eller gester.
- Få en andra varning i samma match.

En illustration som visar hur offsideregeln fungerar. Den blå spelaren längst till vänster står offside eftersom han eller hon endast har en röd motståndarspelare (målvakten) mellan sig och den vänstra kortlinjen. Den streckade linjen visar var spelaren skulle behöva befinna sig för att inte bli dömd för offside när den blå spelaren med bollen (den vita pricken) slår en passning i spelarens riktning.

Offsideregeln är en av fotbollens mer svårförstådda regler. Vid den tidpunkt då bollen passas till en medspelare måste medspelaren ha minst två motståndarspelare mellan sig och kortlinjen (den ena oftast motståndarnas målvakt). Om så inte är fallet är spelaren offside och motståndarlaget tilldöms frispark. Offsideregeln gäller ej om spelaren som tar emot passningen är på egen planhalva när den slås. Det är inte heller offside om spelaren befinner sig bakom bollen när passningen slås. Om till exempelvis två spelare kommer fria med målvakten och den ena passar bollen till den andra är det inte offside om passningsmottagaren befinner sig bakom bollen i passningsögonblicket. För att undvika offside är det alltså i ett sådant läge inte nödvändigt att bollen passas bakåt, vilket är en vanlig missuppfattning.
Om det är offside så kommer den assisterande domaren att hålla upp sin flagga rakt uppåt ovanför sitt huvud för att göra huvuddomaren uppmärksam på att ett regelbrott är begånget. Huvuddomaren blåser då i sin visselpipa och laget vilket brottet är begånget mot, får frispark. För att huvuddomaren ska kunna avgöra var på planen offside förseelsen inträffat håller den assisterande domaren sin flagga i tre olika vinklar in mot planen. Hålls flaggan i cirka 45 graders vinkel mot planen betyder det att förseelsen är gjord i höjd med den assisterande domaren och på den tredjedel av planen som ligger närmast den assisterande domaren. Hålls flaggan i 90 graders vinkel in i planen betyder det att en offside skett i den mittersta tredjedelen och slutligen om flaggan hålls i ca 135 graders vinkel in i planen ska huvuddomaren placera frisparken i den sista tredjedelen av planen bort från den assisterande domaren.

## Taktik och teknik

### Spelarroller
Fotboll spelas normalt med elva spelare per lag, tio utespelare samt målvakt; utespelarna delas in i försvarare, mittfältare och anfallare. Ett lag presenterar en laguppställning till domaren innan matchen där de nominerar de elva spelarna på planen samt avbytarna vid sidan av planen (normalt högst sju).   

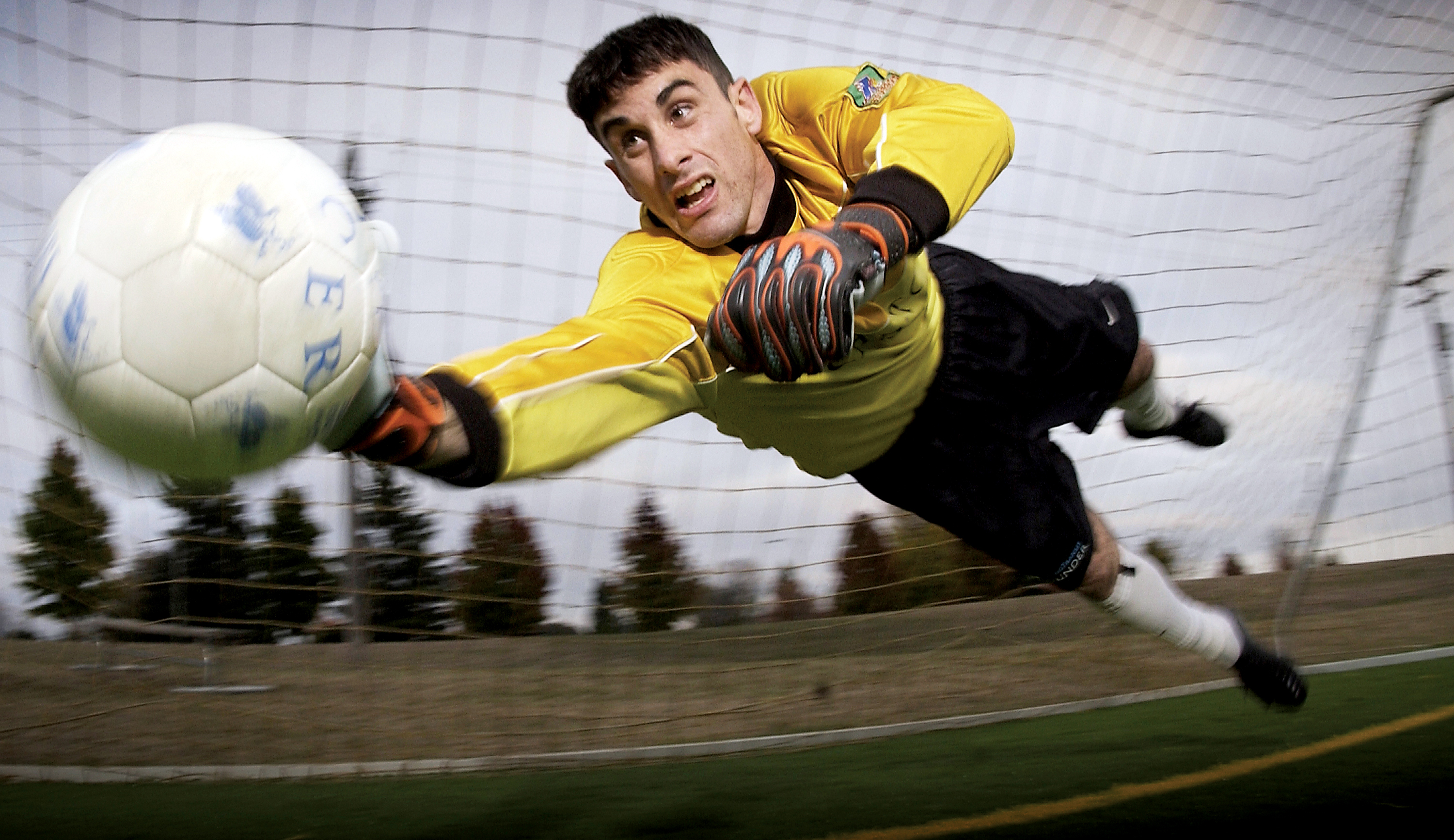
En fotbollsmålvakt som hindrar bollen från att komma in i målet.

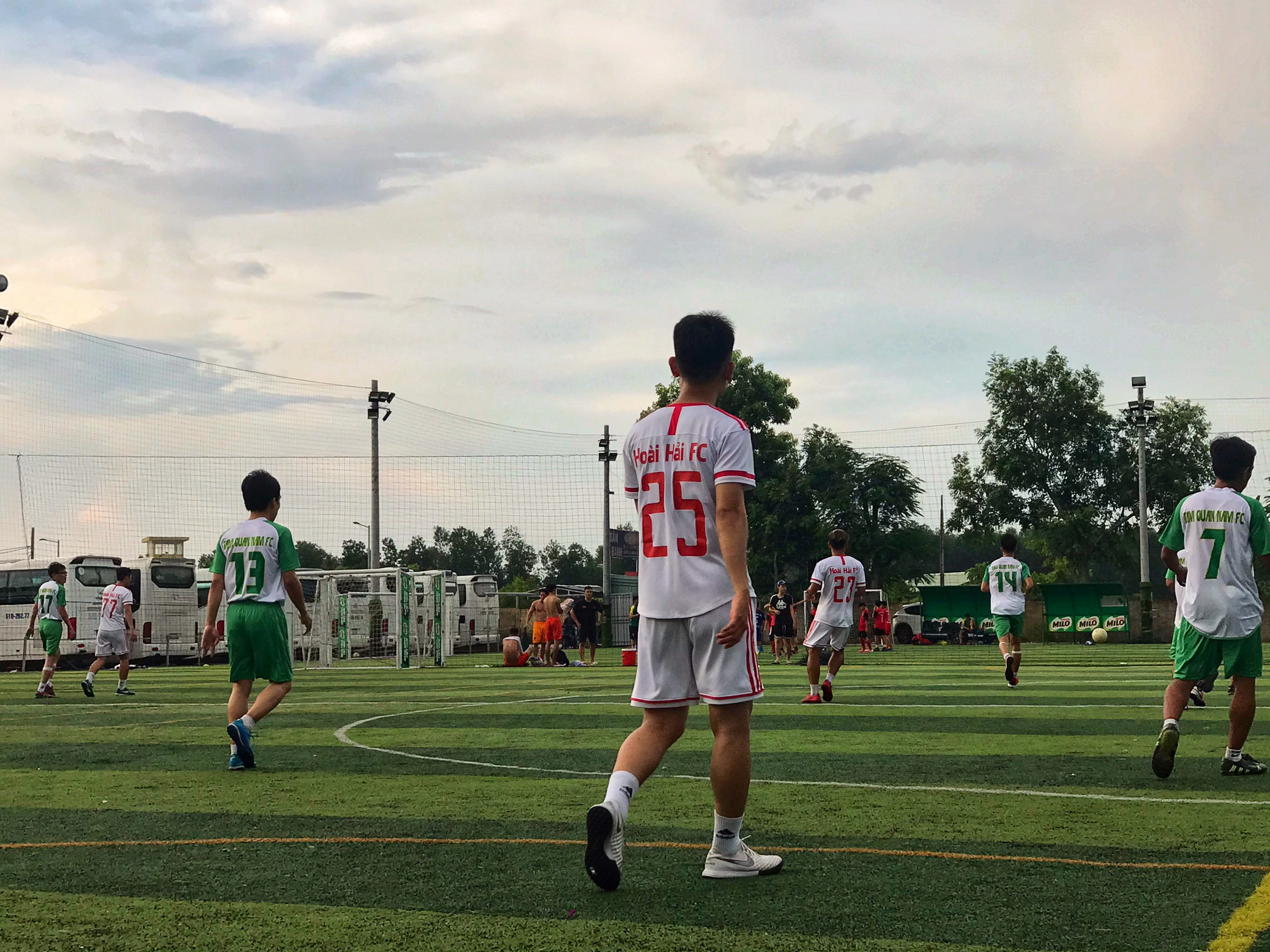
Hoang Hai FC spelar en vänskapsmatch mot Quang Nam FC på idrottsplats 2007.

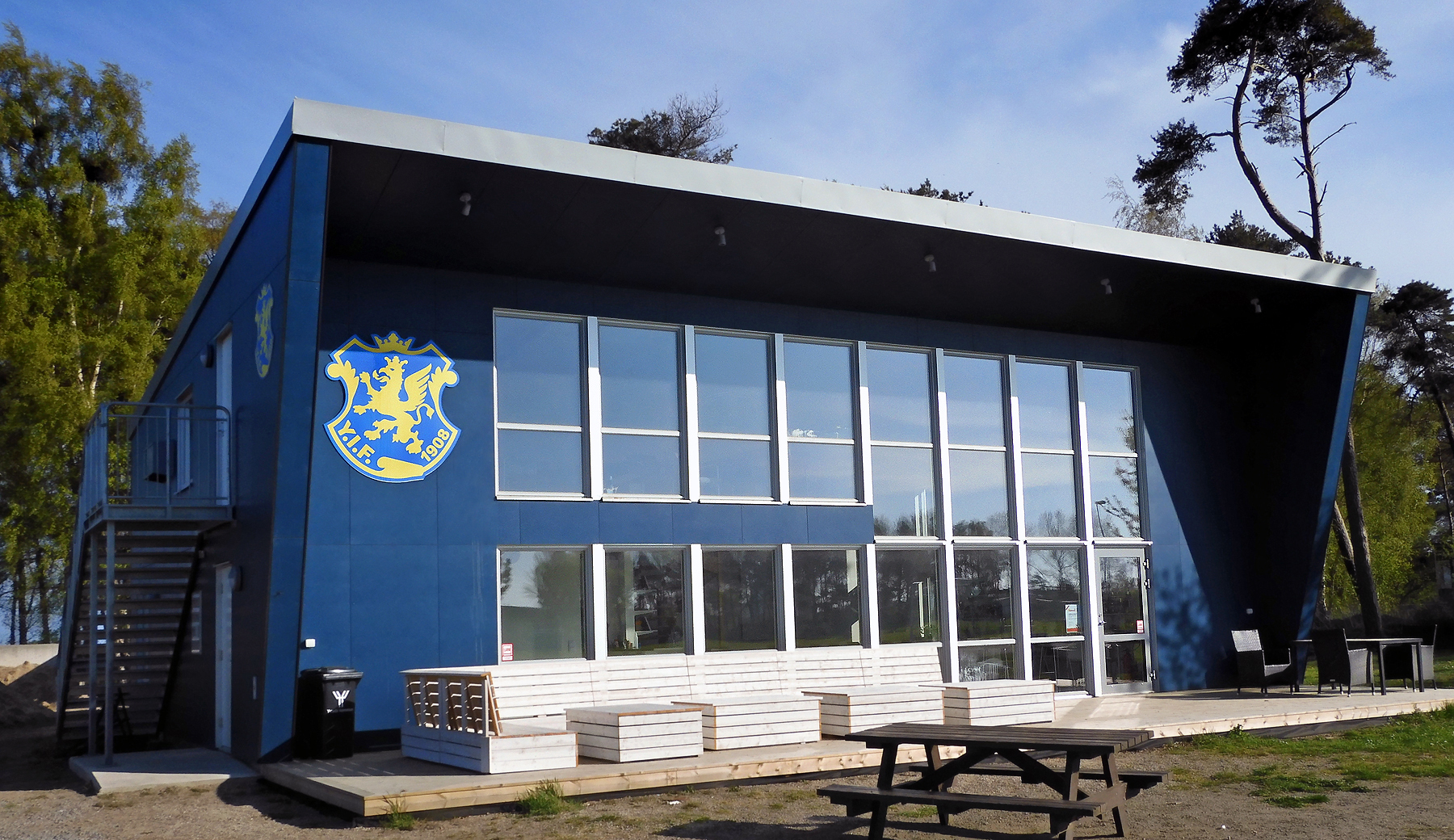
En klubbs administration, plats för möten, taktiksnack och allt övrigt som berör klubben äger som regel rum i klubbhuset.

Målvakten har till uppgift att vakta målet för att förhindra motståndarna att göra mål. Målvakten är den enda spelaren som under spelet får ta bollen med händerna, dock endast i det egna straffområdet. En regel säger dessutom att målvakten inte får ta upp bollen med händerna om en medspelare medvetet passat tillbaka bollen med fötterna eller benet. Målvakten får däremot ta upp bollen med händerna om en medspelare för den till målvakten med en annan kroppsdel än foten, till exempel med huvudet eller bröstet. Vid tillfällen tillåts det också att målvakten får ta upp bollen med händerna efter att bollen spelats tillbaks från en egen medspelare om domaren anser att den egna spelaren inte medvetet passade till målvakten, till exempel, vid hopslag eller snedspark.
Försvarare eller backar, deras främsta uppgift är försvarsspelet, dvs förhindra motståndarna från att skapa målchanser och göra mål. En back bör behärska markeringsspel, positionsspel, tacklingspel och huvudspel. Offensivt står försvararen vanligtvis för speluppbyggnad och förser mittfältare och anfallare med passningar. I vissa spelsystem kallas den sista backen för libero och har som uppgift att ha kontroll över egna försvarsspelet, se till att motståndarnas anfallare markeras av egna försvarare samt försöka ställa motståndarna offside. Liberon har en fri roll och deltar ofta i anfallets speluppbyggnad, men är normalt, undantaget målvakten, längst bak i försvaret. 
Mittfältare styr spelet från mitten av planen. De fördelar bollen inom laget och ser till att hålla ihop laget i försvars- och anfallsspelet. 
Anfallare har som främsta uppgift att skapa målchanser och göra mål. Detta går oftast till genom att anfallaren tar emot en boll från en mittfältare, varefter han eller hon först dribblar eller skjuter direkt i avseende att få bollen förbi målvakten och in i buren.
Avbytare är en spelare som är nominerad i laguppställningen inför matchen men startar vid sidan av planen. Avbytaren kan bytas in under matchen mot en annan spelare om tränaren vill förändra laguppställningen, till exempel, om en spelare på planen blir trött eller skadas, eller enbart av rent taktiska skäl. Ett lag får enbart nominera ett begränsat antal avbytare. I tävlingsmatcher som Fifa arrangerar beslutar tävlingsledningen antalet, dock minst tre och max sju nominerade samt högst tre byten per match. I till exempel Allsvenskan och Premier League tillåts sju nominerade och fem byten per match, men endast vid tre separata bytestillfällen, i tävlingsmatcher. I träningsmatcher får oftast fler avbytare nomineras och fler byten göras.

### Taktik

Bilden illustrerar en klassisk 4-4-2-uppställning. Målvakt (grå), 4 backar (indigo), 4 mittfältare (gula) och 2 anfallare (röda).

Vanligen delas grundtaktiken i fotboll upp i antal backar, mittfältare och anfallare. Många olika taktiker har tillämpats genom åren; spelsystemet 4-4-2 blev vanligt på 1960-talet och är det än på 2000-talet, även om den på senare år blivit allt ovanligare på elitnivå. 
Nederländerna har sedan 1970-talet varit framgångsrika med en 4-3-3-taktik och spel, kallad totalfotboll. 
Brasilien vann VM 2002 med en 3-5-2-taktik som ibland gick över till 3-4-3 när någon av mittfältarna agerade forward. Under VM 2006 spelade flera av de länder som tog sig långt (exempelvis Frankrike, Portugal och stundtals Italien) med uppställningen 4-2-3-1.
Spanien och FC Barcelona har under 2000-talet blivit framgångsrika med 4-3-3 och ett spelsätt kallat Tiki-taka som är en utveckling av totalfotbollen. Tiki-taka bygger på kortpassningsspel, tålamod och att hålla bollen inom laget. Spanien vann VM 2010, EM 2008 och EM 2012 med Tiki-taka och FC Barcelona vann Uefa Champions League 2006, 2009, 2011 och 2015.
Ett lag kan utefter sina grundtaktiker välja att spela offensivt och defensivt. När ett lag spelar offensivt har de flesta spelarna i laget positioner högt upp på planen, för att delta i anfallsspelet och att vinna tillbaka bollen så högt upp på planen som möjligt. Ett lag som spelar defensivt är främst inriktade på försvarsspel. Få spelare deltar i anfallen och laget samlar spelarna djupt in på egen planhalva vid försvarsspel för att krympa ytorna för motståndarlaget.
I modern fotboll talas det om begreppet omställningar, det vill säga att i lägen då merparten av motståndarnas spelare befinner sig i anfallsposition högt upp i planen, kunna bryta deras anfall, erövra bollen för att snabbt spela den upp i planen till egna mittfältare eller anfallare och därmed överraska motståndarna med ett anfall innan deras spelare hinner tillbaks i försvarsposition. Laget som lyckas med snabba omställningar skaffar sig därmed ett bättre numerärt överläge för sitt anfallsspel.

## Publik och politik

### Fotboll som publiksport
Fotboll benämns ofta som världens populäraste sport. Fotbolls-VM som arrangeras vart fjärde år är det mest beskådade sportevenemanget i världen. VM-finalen 2006 beräknas ha setts av 715 miljoner människor världen över.

### Supportervåld
Runt de större fotbollsklubbarna utvecklades tidigt en stark supporterkultur som i samband med matcherna bidrog till stämningen med sånger, klubbflaggor, tifon med mera. När landslagsfotbollen blev allt vanligare och intresset stegrades spreds denna företeelse även till landskamperna. Läktarvåld och/eller slagsmål och vandalism i städerna mellan olika supportergrupper till både klubb och landslag har blivit ett allt värre problem de senaste decennierna. Tvärtemot vad många kanske tror har supportervåldet en lång historia. Idrottshistorikern Åke Jönsson, författare till boken Fotboll - hur världens största sport växte fram skriver till exempel att läktarvåld förekom i England så tidigt som 1890-talet. 
I Europacupfinalen 1985 mellan Juventus FC och Liverpool FC orsakade kravaller att 39 personer (varav 32 från Italien) omkom. Efter tragedin stängdes engelska klubblag av från Europacupspel i fem år. Hela 1980-talet hade man enorma problem i England med våldsbenägna fans. Politiker, polis och även klubbarna insåg till slut att något radikalt måste göras. I början av 1990-talet förbjöds ståplatsläktarna, polisen fick kraftigt ökade befogenheter att kartlägga våldsbenägna supportergrupperingar och man kan även portförbjuda personer från läktarna som man vet gärna använder sig av våld. Efter det har våldet på arenorna i stort sett försvunnit, däremot är slagsmål i eller utanför städerna fortfarande vanligt förekommande.
Huliganproblemen är emellertid inte någon isolerad engelsk företeelse. Läktarvåld och slagsmål i städerna före eller efter matcher förekommer i en lång rad länder runt om i världen, även i Sverige finns problemet och det har fått mycket uppmärksamhet senaste decenniet. Ett oroande tecken är att såväl ordningsmakten som idrottshistoriker är eniga om att det fotbollsrelaterade våldet blivit alltmer välorganiserat de senaste decennierna.
Orsakerna till fotbollsvåldet är omdiskuterat. En del menar att huvudorsaken är den mycket starka gruppidentitet som ofta utvecklas bland fansen till sina favoritlag. Man betraktar sig som en "familj" och en "vi mot dem"-känsla växer fram som riktar sig mot såväl fans till andra lag som samhället i stort. Därmed ökar också risken för våldsamheter. Att den starka gruppidentiteten och den svartvita synen på omvärlden växer fram anses bottna i rivaliteten mellan olika klubbar och klassmotsättningar mellan å ena sidan "finare" bostadsområden och mycket fattigare dito. Andra menar att den omfattande s.k. underhållningsvåldet i många filmer och dataspel är en mycket viktig ingrediens.
Nu ska sägas att långt ifrån alla supportergrupperingar är våldsbenägna, de flesta supportergrupperna sköter sig väl. I Sverige och många andra länder anses så kallade firmor stå för våldet och som är fristående grupperingar utanför klubbarnas officiella supporterorganisationer. I Sverige och andra länder är det inte ovanligt att olika firmor bestämmer sig för att mötas på en plats för att slåss. Därför menar en del att den verkliga orsaken till supportervåldet är att huliganerna egentligen inte är intresserade av fotbollen som sport, den används bara som en ursäkt för att slåss och vandalisera.
Förutom våldsamheter mellan fans har det också inträffat en rad läktarolyckor under fotbollsmatcher som krävt många liv. Den 15 april 1989 klämdes 96 personer till döds och mer än 200 skadades vid semifinalen i engelska FA-cupen mellan Nottingham Forest FC och Liverpool FC i Sheffield, katastrofen berodde på att ståplatserna på en sektion blev överfull. I några fall har antalet döda räknats i hundratal, den 24 maj 1964 dödades 318 personer, däribland många barn, och 500 skadades vid OS-kvalmatchen Peru–Argentina i Lima.

### Fotboll och politik
Fotbollens breda folkliga spridning och det stora kapital som fotbollen omsätter gör den till en politisk maktfaktor. Fotbollen används av politiska krafter för att underblåsa nationalistiska stämningar och som propagandavapen för diktaturer. Latinamerika är troligen den region i världen där fotbollen och politiken är som mest sammanflätad - fotbollen är en angelägenhet som angår alla, till och med presidenter. I Brasilien gjorde expresidenten Luíz Inácio "Lula" da Silva aldrig gjort någon hemlighet av att han håller på Corinthians, "arbetarnas klubb" i Sao Paulo, vilket många ansåg missgynnade honom bland fansen till rivalklubbarna Palmeiras och FC Sao Paulo. Det är inte så ovanligt att fotbollsspelare i Brasilien blir politiker efter karriären, till exempel har såväl Pelé som Zico varit idrottsministrar. Banden mellan fotboll och politik är likartade i många andra Latinamerikanska länder.
Fifa och Uefa eftersträvar fotboll utan politiska utspel från länder, klubbar och spelare där sådana utspel riskerar att bestraffas. Fifa och Uefa stödjer antirasism och har bedrivit aktivt antirasistiskt arbete. Förbunden eftersträvar även hållbar utveckling där bland annat ansträngningar gjorts för att göra mästerskapen mer miljövänliga.
Flera av klubblagen har bildats i kvarter, stadsdelar, städer eller regioner med utpräglad politisk homogenitet och det har avspeglats i klubblagens supporterskaror och i klubblagen själva. Detta är sin tur ofta roten till rivaliteten mellan många olika klubbar och (åtminstone enligt en del) huvudorsaken till våldet mellan olika supportergrupper.
Fotbollskriget mellan Honduras och El Salvador 1969 var en militär konflikt mellan de båda länderna som utlöstes när El Salvador slog ut grannlandet Honduras i kvalspelet inför VM-slutspelet 1970.
I Nigeria utlystes vapenvila i inbördeskriget under två dygn 1967 när fotbollsspelaren Pelé spelade en träningsmatch i landet. Inför kvalet till världsmästerskapet i fotboll 2006 förhandlades vapenvila fram i inbördeskriget i Elfenbenskusten.
Fotbollen varit en faktor under den arabiska våren. Flera fotbollsmatcher i arabvärlden har ställts in under 2011 för att förhindra att åskådarskarorna övergår till demonstrationer. Under protesterna på Himmelska fridens torg 1989 sjöng demonstranterna läktarsånger som de hört under fotbollssändningar från västerländska arenor och sågs som en symbol för demokrati och frihet.

## Varianter

### Futsal och strandfotboll
Futsal och strandfotboll är två varianter av traditionell fotboll som blivit allt populärare. Även i dessa sporter är Fifa det internationella förbundet och man har egna världsmästerskap anordnade av Fifa. Både futsal och strandfotboll har alltså officiell status som egna varianter av Association football. I Sverige organiseras både futsal och strandfotboll av Svenska Fotbollförbundet.
Futsal är en form av inomhusfotboll men den skiljer sig från vanlig inomhusfotboll i vissa avseenden. Tacklingar är förbjudna och bollen är lite mindre än en vanlig fotboll. Man använder inte heller olika former av konstgräs som underlag. Brasilien är regerande världsmästare sedan världsmästerskapet 2008.
Strandfotboll eller Beach soccer spelas som namnet antyder på stränder eller planer med sandunderlag. Senaste världsmästerskapet spelades år 2011 och vanns av Ryssland.

### Ungdomsfotboll

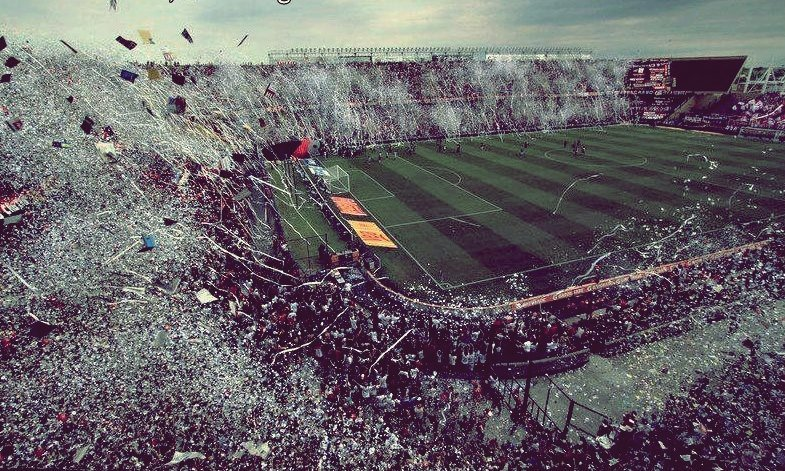
I fotboll är fansens grundläggande syfte att uppmuntra sitt lag under matchen.

Många ungdomar i de rika länderna börjar träna fotboll i klubbar som små, men fram till 1970-talet var det ganska ovanligt att barn under 12 år spelade i klubbar. Istället spelades det vanligtvis mer spontant. Så är det fortfarande på många håll i fattiga länder. Världens största fotbollsturnering är Gothia Cup som varje år arrangeras i Göteborg. Dit kommer ungdomslag från hela världen. Se även fotbollsskola. Bästa klubb i Gothia Cup är IF Brommapojkarna som tog sin tjugonde seger 2007 genom P95s seger mot Elfsborg i finalen med 4-3. BP är även känt som plantskola i svensk fotboll och Sveriges ledande ungdomsklubb.

## Utbredning
Fotboll spelas i väsentligen alla världens länder. I de flesta länder är det den största sporten. Enligt en undersökning av National Geographic, baserad på ett flertal kriterier, är det den största sporten i följande länder (geografiskt små länder kan saknas):
- Europa: Samtliga länder med undantag för Irland, Finland, Estland, Lettland och Litauen.
- Afrika: Samtliga länder (uppgift saknas för Västsahara)
- Asien: Samtliga länder med undantag för Kina, Indien, Japan, Pakistan, Bangladesh, Mongoliet, Bhutan, Laos, Kambodja, Filippinerna, Taiwan, Sri Lanka och Maldiverna
- Oceanien: Vanuatu (uppgift saknas för ett flertal länder)
- Sydamerika: Samtliga länder med undantag för Venezuela och Guyana (uppgift saknas för Franska Guyana)
- Nordamerika: Guatemala, Belize, El Salvador, Honduras, Costa Rica, Bahamas, Haiti

### Förbund

Det internationella fotbollsförbundet Fifa grundades 1904 och har 207 medlemmar, som även är organiserade i sex kontinentala förbund.
| Världsdel   | Federation | Landslagstävlingar                                                                                                  | Klubbtävlingar                                                                          |
| ----------- | ---------- | --- | --------------------------------------------------------------------------------------- |
| Världen     | Fifa       | Världsmästerskapet i fotboll för herrar Fifa Confederations Cup Världsmästerskapet i fotboll för damer, Algarve Cup | Interkontinentala cupen Världsmästerskapet i fotboll för klubblag                       |
| Afrika      | Caf        | Afrikanska mästerskapet i fotboll för herrar Afrikanska mästerskapet i fotboll för damer                            | CAF Champions League CAF Confedaration Cup CAF Super Cup                                |
| Asien       | AFC        | Asiatiska mästerskapet i fotboll                                                                                    | AFC Champions League                                                                    |
| Europa      | Uefa       | Europamästerskapet i fotboll Europamästerskapet i fotboll för damer                                                 | Uefa Champions League Uefa Europa League Intertotocupen Uefa Super Cup Uefa Women's Cup |
| Nordamerika | Concacaf   | CONCACAF Gold Cup                                                                                                   | Concacaf Champions League                                                               |
| Oceanien    | OFC        | Oceaniska mästerskapet i fotboll för herrar Oceaniska mästerskapet i fotboll för damer                              | OFC Champions League                                                                    |
| Sydamerika  | Conmebol   | Copa América | Copa Libertadores Copa Sudamericana                                                     |

Fotboll är en sport med mycket stor spridning. För en lista över medlemsländer samt deras landslag se lista över Fifas landskoder. För en lista över nationella fotbollsserier, se lista över nationella serier i fotboll.